# Vasul oenochoe (Tezaurul de la Pietroasa)
Vasul oenochoe, denumit nativ de români, cana sau ibricul de vin, este un obiect component al Tezaurului de la Pietroasa, care este datat în secolul al IV-lea e.n. și a fost descoperit în anul 1837 în județul Buzău, comuna Pietroasele, Dealul Istrița,  de către doi pietrari Ion Lemnaru și Stan Avram. Cana oenochoe a fost deteriorată semnificativ încă de la descoperirea tezaurului. Primii restauratori au fost nevoiți să sudeze părțile rupte, unindu-le, și mai apoi să restabilească forma originală a vasului prin ciocănire. După cea de a doua deteriorare ca urmare a jafului lui Pantazescu din Muzeul de Antichități din București, netezirea pereților și restabilirea profilului nu s-a mai putut face atât de bine. 
Forma vasului oenochoe este cunoscut din toreutica romană. Proporțiile vasului sunt însă diferite. Există în schimb și o analogie aproape perfectă cu cana din argint descoperită în anul 1904 într-o necropolă la Kerci. Amănuntele artistice și tehnice sunt oarecum diferite, dar este evident că ambele vase, cel de la Pietroasa și cel de la Kerci, reproduc același tip în toreutica acelor vremuri. Același tip de cană a fost descoperit și în ceramica culturii Sântana de Mureș-Cerneahov care era răspândită din stepele nord pontice și până în teritoriile României de astăzi. Exemplare de acest fel s-au descoperit și la necropola de la Târgșor, precum și în alte localități. Luciul și culoarea vaselor descoperite imită culoarea metalului, ele fiind datate la sfârșitul secolului al III-lea și celui de al IV-lea e.n. Specialiștii au concluzionat că tipul acestor căni din Pietroasa, Kerci și Târgușor era larg raspândit în arealul larg dintre aceste localități în secolul al IV-lea e.n. 

## Note

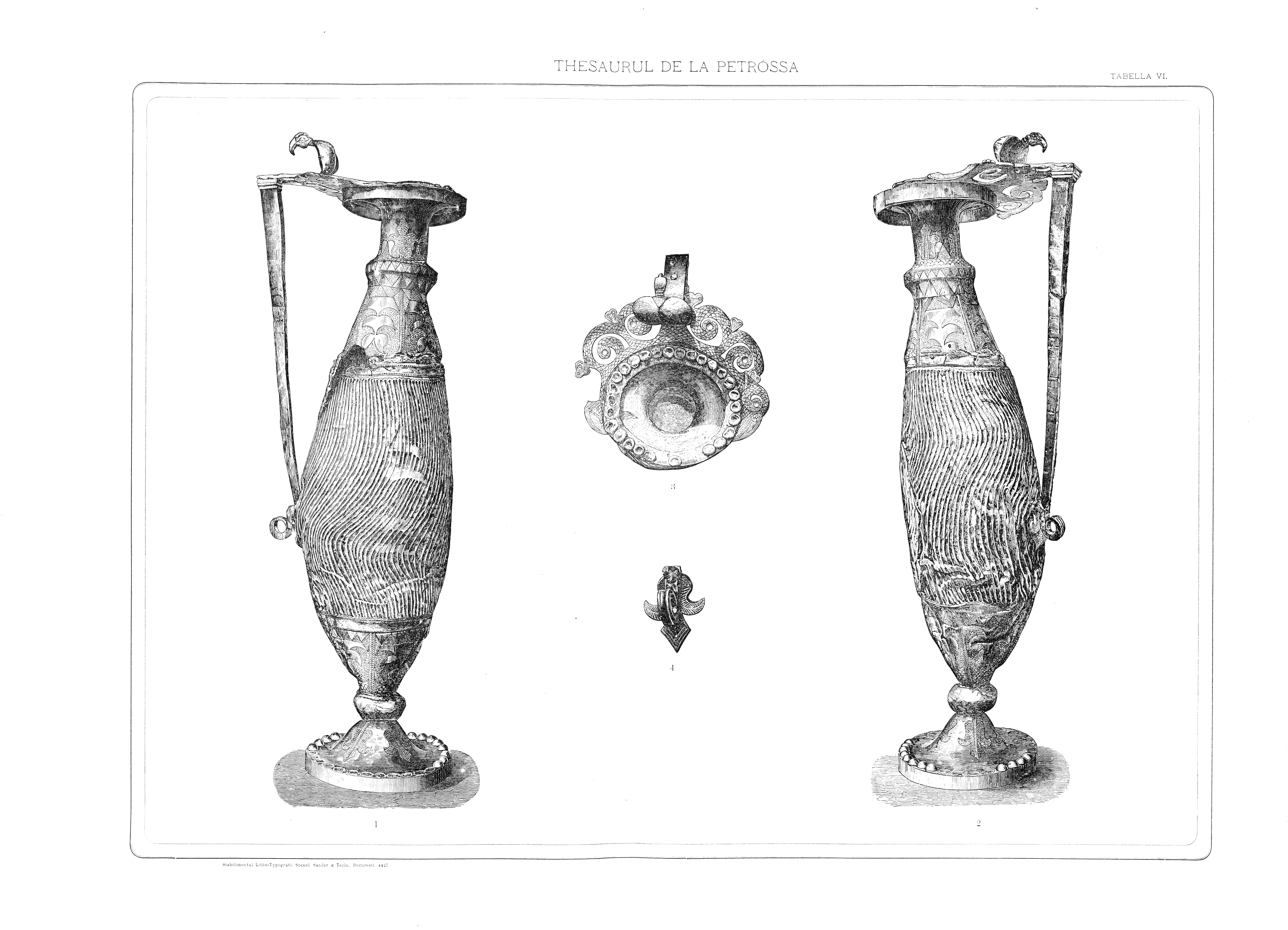
Vasul oenochoe - redesenat de Henric Trenk

## Origini
După cum a rezultat din interogatoriile ce au fost luate în anul 1838 celor care au descoperit tezaurul de la Pietroasa, a reieșit că aceștia au găsit un număr de 22 de obiecte, vase de aur, bijuterii și două inele cu inscripții. Când au fost descoperite, obiectele erau învelite într-o masă neagră de origine necunoscută, probabil un material organic ca pielea sau cârpa cu care au fost acoperite înainte de a fi îngropate. Din cele 22 de piese s-au recuperat doar 12 obiecte. Dintre toate, doar cinci au fost lucrate doar din aur: cana sau ibricul (oenochoe), platoul sau talerul cel mare, frânt în patru, patera sau sinia, cea cu decor în relief cu o statuetă ce ține un pahar în mâini, colanul cu inscripție cu rune gotice și colanul simplu. Celelalte șapte piese: patru fibule, două vase poligonale și un colan, au fost împodobite cu pietre prețioase. Se presupune că cele zece obiecte pierdute au fost patru colane din care două cu pietre prețioase, unul cu inscripție, o fibulă mică presupusă a fi pereche cu cea care s-a păstrat,  o cană similară cu cana oenochoe, o pateră simplă nedecorată și două brățări cu pietre prețioase.

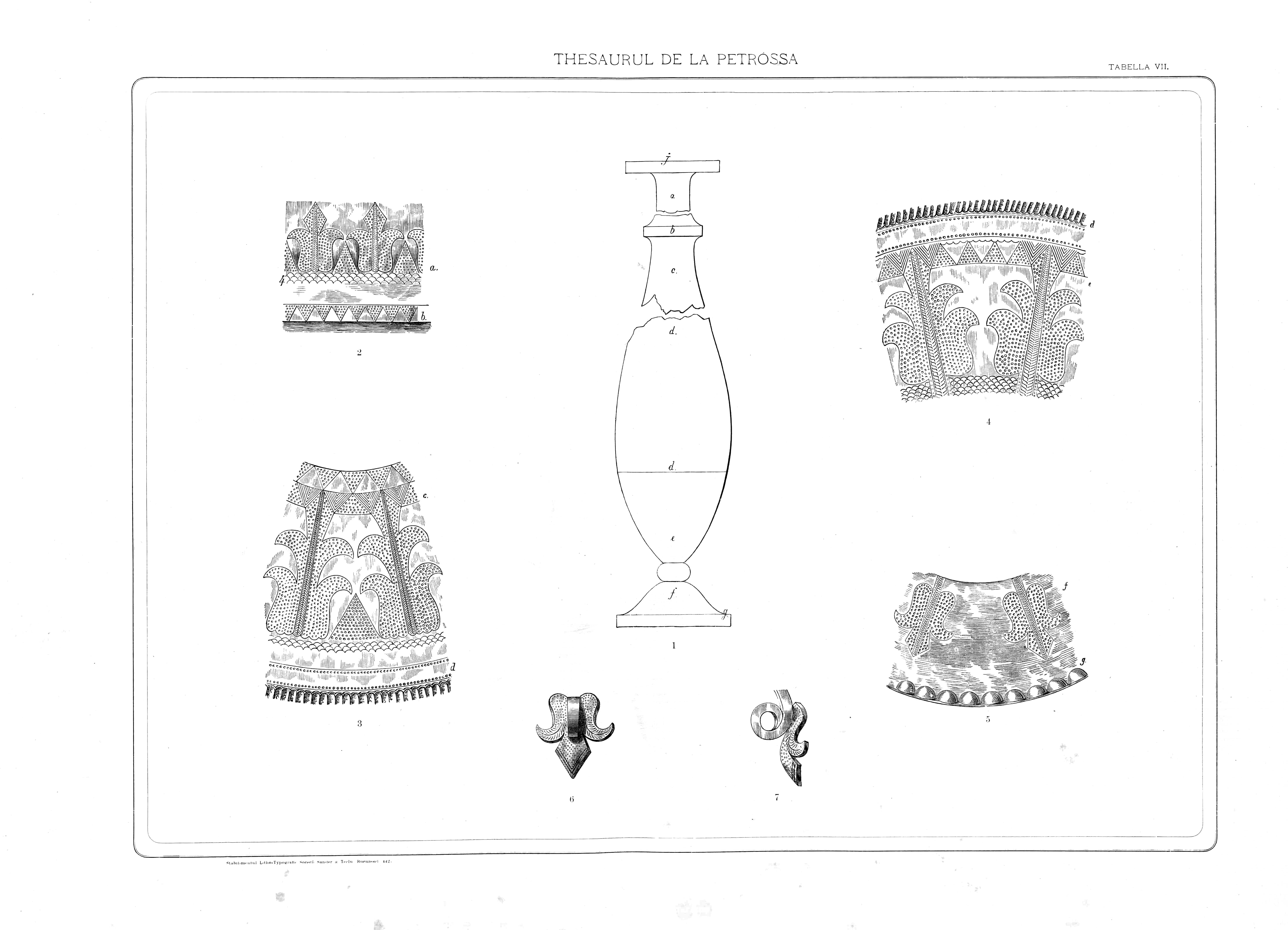
Decorurile vasului oenochoe - redesenate de Henric Trenk

Cele 12 obiecte care au putut fi recuperate, au fost furate în anul 1875 de Dumitru Pantazescu-Popescu din Muzeul de Antichități din București. Ca urmare, colanul cu inscripție a fost tăiat cel puțin în patru bucăți de către argintarul Costache Constantinescu din București, caracterele runice înscrise fiind deteriorate până la a fi indescifrabile. Din fericire, Societatea Arundel a făcut la Londra, cu ceva vreme înaintea furtului, fotografii detaliate ale colanului, astfel încât astăzi, caracterele au putut fi reconstituite cu un grad relativ de exactitate.
Prin faptul că întreagul tezaur prezintă o calitate superioară a meșteșugului cu care au fost realizate obiectele care-l formează, cercetătorii sunt sceptici că acesta ar fi fost confecționat de populația indigenă. În anul 1879 când se înregistra una dintre primele lucrări privitoare la tezaur, Taylor  a speculat ideea că obiectele ar fi o parte din câstigurile pe care goții le-au obținut ca urmare a incursiunilor pe care le făceau în provinciile romane Moesia și Tracia (perioada 238 - 251). Există și o altă teză timpurie pe care a propus-o Alexandru Odobescu în anul 1889, teorie pe care a preluat-o și Constantin C. Giurescu în anul 1976. Aceasta l-a identificat pe Athanaric, regele vizigoților ca proprietar de drept al tezaurului, fiind presupusă dobândirea lui în conflictul pe care Athanaric l-a avut în anul 369 cu Împăratul roman Valens. Catalogul Goldhelm din anul 1994, a adus ipoteza că obiectele componente ale tezaurului ar fi putut fi și cadouri pe care unii conducători germanici le-ar fi primit de la liderii romani.

## Descriere
Cana oenochoe a fost deteriorată semnificativ încă de la descoperirea tezaurului. Primii restauratori au fost nevoiți să sudeze părțile rupte, unindu-le, și mai apoi să restabilească forma originală a vasului prin ciocănire. După cea de a doua deteriorare ca urmare a jafului lui Pantazescu din Muzeul de Antichități din București, netezirea pereților și restabilirea profilului nu s-a mai putut face atât de bine.

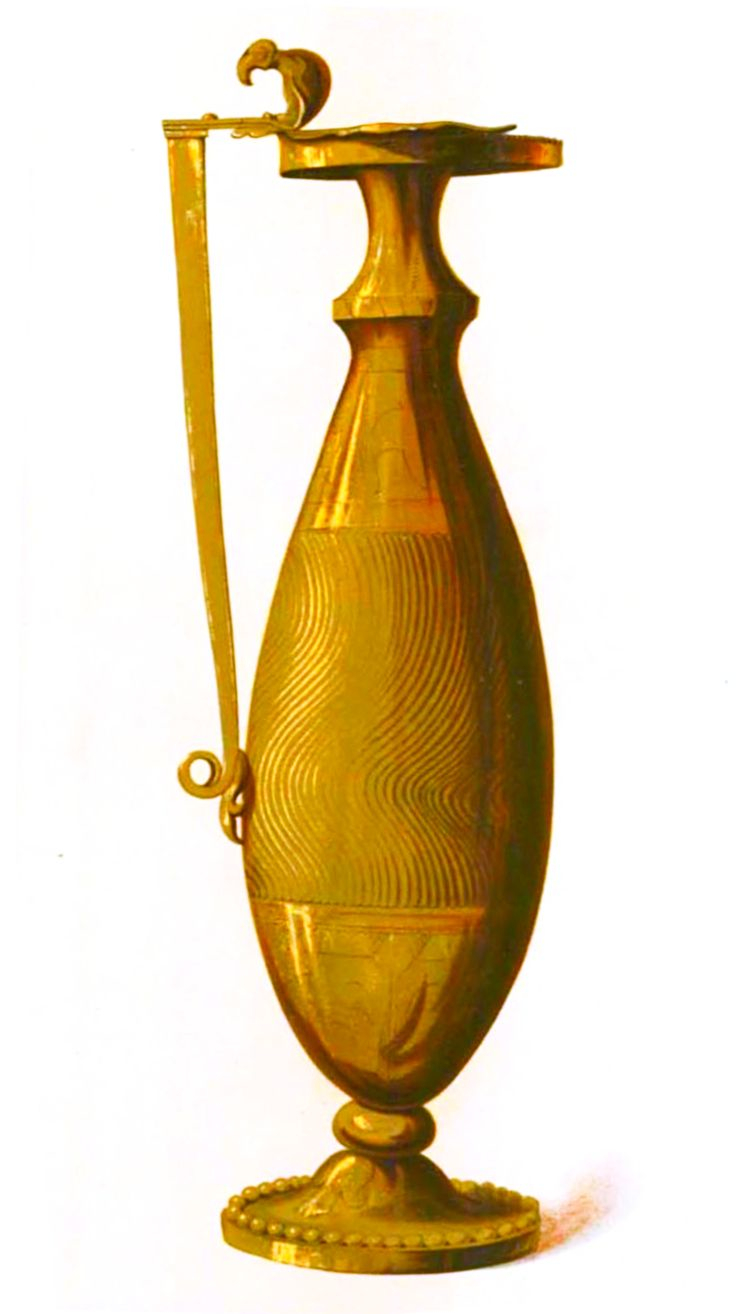
Vasul oenochoe - reconstituire de Henric Trenk, publicată de Alexandru Odobescu în Le Trésor de Pétrossa, vol. I, 1889

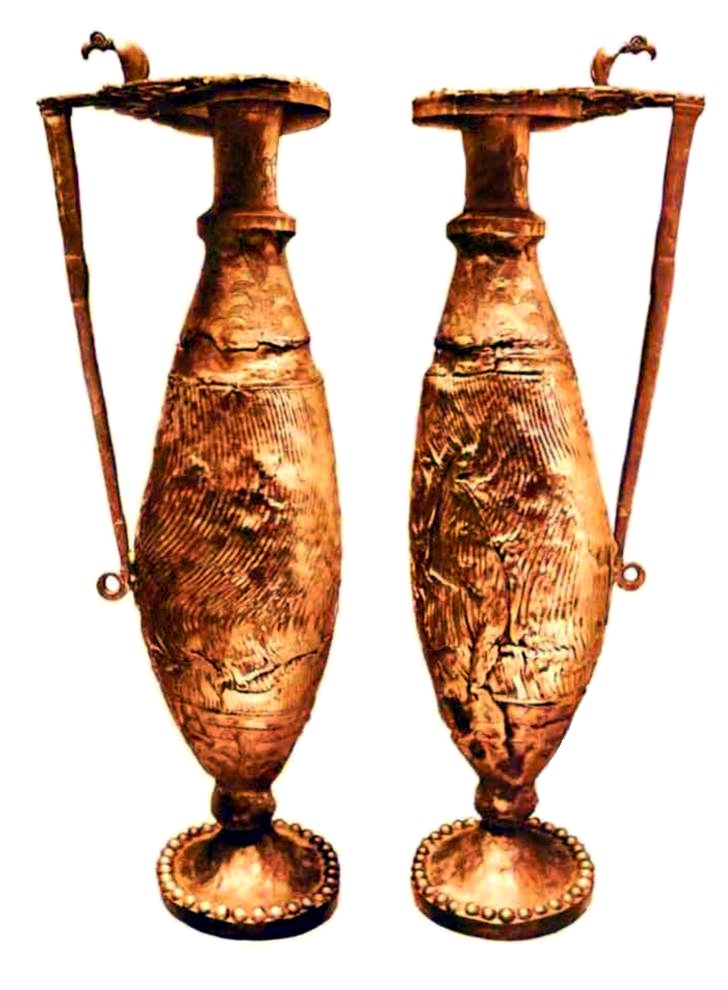
Vasul oenochoe văzut în două proiecții - cromolithografie de Henric Trenk, publicată de Alexandru Odobescu în Le trésor de Petrossa vol. I, din anul 1889

Corpul vasului are o formă ovoidală și se leagă de picior prin intermediul unei sfere turtite. Linia dintre gât și umărul cănii este delimitată de un brâu reliefat. Gura vasului are marginea răsfrântă și are formă de pâlnie. O placă ajurată ca o volută cu capete de stilizate de păsări, este prinsă prin nituire coborând spre toartă. Toarta are o formă simplă, ea fiind confecționată dintr-o bară cu secțiunea dreptunghiulară. În partea inferioară se subțiază într-o spirală care a fost fixată pe vas cu ajutorul unui nit. Între perete și spirală există o foaie de acant. Partea superioară a toartei care descrie un unghi ascuțit, a fost fixată de placa ajurată care prelungește buza vasului. Aceasta este modelată sub formă de cap de pasăre care este plasat între două aripioare.
Cana are mai multe zone pe care s-au plasat ornamentele. Cea mai lată dintre ele se află în partea centrală, pe care s-au figurat caneluri paralele și ondulate, numite strigiles, realizate în tehnica au repoussé. Celelalte zone prezintă gravuri. Modelul de bază se aseamănă cu o foaie de acant stilizat. Dimensiunea variază în funcție de înălțimea și lățimea zonei unde a fost plasată. În zonele unde au rămas spații libere între aceste foi de acant, au fost gravate triunghiuri. Partea superioară este mărginită de șiruri de triunghiuri mici, în timp ce o bandă cu imbricații le marchează la bază. Imbricații similare se regăsesc și pe placa ajurată de pe gura vasului. Ele sunt desene realizate prin puncte și  linii incizate. Bobițe semisferice au fost sudate pe buza vasului și pe marginea piciorului, similar ca pe marginea talerului.
Spre deosebire de talerul de la Pietroasa, decorul vasului este mai variat și mai bogat. Neținând cont de canelurile ondulate, specifice artei romane, și de motivele geometrice comune, se pot vedea și motive zoomorfe și vegetale stilizate. Motivul cu acant era unul destul de obișnuit în ornamentica greco-romană astfel încât,  era prezent pe majoritatea vaselor făurite din metal din epoca clasică. Era întotdeauna realizat în relief, reușind să redea aspectul elegant și natural al liniilor sale. Motivula cu care este împodobită cana de la Pietroasa este foarte stilizat și execuția este departe de ceea ce au făcut atelierele clasice. El amintește de  toreutica daco-sarmată din secolul I și din cel de al doilea î.e.n. Capul de pasăre prezintă pentru cercetătorii în domeniu, un mare interes, deoarece nu se regăsesc analogii prezente în arta clasică.  Capul a fost atestat în motivele folosite de popoarele eurasiatice, care-și duceau traiul din timpurile cele mai străvechi din China, Siberia și până în nordul Pontului Euxin. El a fost adoptat de popoarele germanie aflate în migrațiune, care l-au răspândit peste tot pe unde au trecut. Același motiv a fost folosit la fibulele din același tezaur de la Pietroasa.
Forma vasului oenochoe este cunoscut din toreutica romană. Proporțiile vasului sunt însă diferite. Există în schimb și o analogie aproape perfectă cu cana din argint descoperită în anul 1904 într-o necropolă la Kerci. Amănuntele artistice și tehnice sunt oarecum diferite, dar este evident că ambele vase, cel de la Pietroasa și cel de la Kerci, reproduc același tip în toreutica acelor vremuri. Același tip de cană a fost descoperit și în ceramica culturii Sântana de Mureș-Cerneahov care era răspândită din stepele nord pontice și până în teritoriile României de astăzi. Exemplare de acest fel s-au descoperit și la necropola de la Târgșor, precum și în alte localități. Luciul și culoarea vaselor descoperite imită culoarea metalului, ele fiind datate la sfârșitul secolului al III-lea și celui de al IV-lea e.n. Specialiștii au concluzionat că tipul acestor căni din Pietroasa, Kerci și Târgușor era larg raspândit în arealul larg dintre aceste localități în secolul al IV-lea e.n.